# Концтабір (роман)
Концтабір (англ. Camp Concentration) — науково-фантастичний роман американського письменника Томаса Діша 1968 року. Після публікації в журналі New Worlds у 1967 році вона була опублікована Hart-Davis у Великобританії у 1968 році та Doubleday у США у 1969 році. Переклади опубліковані голландською, французькою, німецькою, іспанською, італійською, сербською та польською мовами.
Дія книги розгортається під час війни, заснованої на В'єтнамській війні, до якої Сполучені Штати, очевидно, залучені злочинно (в одному місці зазначається, що США ведуть мікробну війну в «так званих нейтральних країнах»). Президентом Сполучених Штатів під час цієї вигаданої війни був Роберт Мак-Намара.

## Короткий зміст сюжету
У першій частині поета, загиблого католика та відмовника від військової служби Луїса Саккетті відправляють на секретну військову установу під назвою «Табір Архімеда», де військовим в'язням вводять певну форму сифілісу, яка має на меті зробити їх геніями (звідси каламбурне посилання на «концентрацію» в назва роману). Через руйнування жорстких категорій у свідомості (згідно з визначенням генія, висунутим Артуром Кестлером), хвороба робить процес мислення швидшим і гнучкішим; це також спричиняє фізичний зрив і, протягом дев'яти місяців, смерть.
Книга написана у формі щоденника Саккетті та містить літературні посилання на історію Фавста (в один момент ув'язнені ставлять «Доктора Фавста» Крістофера Марло, а дружба Саккетті з ватажком Мордекаєм Вашингтоном порівнює дружбу Фавста з Мефістофелем). Стає зрозуміло, що сам Саккетті хворий на сифіліс, коли в його щоденникових записах згадується, що стан його здоров'я дедалі погіршувався, і він ставав все більш яскравим, аж до майже божевілля.
У Частині II, після випробувань на в'язнях, фізик-ядерник, з манією величі, заразився цією хворобою, приєднується до табору Архімеда зі своєю командою студентів-помічників і намагається покінчити з людською расою.
Ув'язнені в книзі, здається, захоплюються алхімією, яку вони використовували як складне прикриття для своїх планів втечі. Саккетті, який страждає ожирінням, має ряд іронічних бачень, пов'язаних з іншими історичними та інтелектуальними діячами, які страждають ожирінням, такими як Фома Аквінський.

## Алюзії та джерела
Книгу розглядають як приклад модернізму нової хвилі. Окрім постановки п'єси Марло, у книзі згадується роман Томаса Манна «Доктор Фаустус», у якому розповідається про композитора на ім'я Адріан Леверкюн, який навмисно заразився сифілісом. У книзі Діша згадується жінка-композиторка на ім'я Адрієнна Леверкюн.